# Žičara Srđ
Žičara Srđ sagrađena je u Dubrovniku 1969. godine i povezivala je dubrovačko naselje Ploče i brdo Srđ. 
Bila je prva i jedina žičara sagrađena na Jadranu u to vrijeme i godinama je bila jedan od simbola Dubrovnika. U Domovinskom ratu u potpunosti je uništena. 
Obnovljena žičara je puštena u rad 10. srpnja 2010., na dan otvaranja Dubrovačkih ljetnih igara kada ju je svečano otvorila predsjednica Vlade Republike Hrvatske Jadranka Kosor.

## Povijest
Dana 21. srpnja 1969. žičara je svečano otvorena, a na njezinom otvaranju bili su mnogi dubrovački turistički djelatnici i političari. Kapacitet stare žičare bio je samo 15 osoba. Žičara je tijekom Domovinskog rata gađana s neprijateljskih položaja i na kraju je izravno pogođena i uništena. Jedna kabina ostala je u postaji žičare, dok je druga pala zato što su pukli vučni kabeli. Tijekom križnog puta često se mogla vidjeti uništena kabina žičare.
U listopadu 2008. godine direktor tvrtke Atlas nekretnine, Oscar Hasbun, najavljuje demontažu metalnih dijelova donje postaje žičare i rušenje gornje postaje. Tijekom ožujka uklanja se ruševina gornje postaje. Dana 14. kolovoza 2009. godine Atlas nekretnine sklopile su ugovor sa švicarskom tvrtkom Garaventa, koja je isporučila pogonsko postrojenje i opremu za novu žičaru. Početkom rujna počinje obnova žičare, a u siječnju 2010. iz Švicarske stižu prvi dijelovi postrojenja.
Dana 20. veljače 2010. godine Upravni sud Republike Hrvatske presudio je u korist jedanaest obitelji koji žive ispod trase žičare. U dubrovačkom Generalnom urbanističkom planu trasa žičare je ucrtana od Srđa do magistrale, ne do gradskog naselja Ploče, a radovi na gornjoj postaji na Srđu već se bliže kraju.

Excelsa nekretnine sklopile su ugovor s tvrtkom Nautika iz Čilipa o desetogodišnjem zakupu ugostiteljskog prostora u gornjoj postaji žičare.
Sve građevinske radove izvršila je tvrtka Kamgrad iz Zagreba.

## Tehnički podatci
Srđ i Ploče povezuju dvije kabine kapaciteta po 30 putnika, a vožnja traje oko 4 minute. Kabine su narančaste boje i kreću se brzinom od 6,5 metara u sekundi. U sklopu gornje postaje žičare je amfiteatar kapaciteta 250 osoba, u kojem je caffe i snack bar, suvenirnica te dvije terase s nezaboravnim pogledom na panoramu Dubrovnika i njegovu staru gradsku jezgru.
Žičara se u konačnici popne na nadmorsku visinu od 405 metara, kolika je i visinska razlika između doljnje i gornje postaje između kojih je jedan čelični stup visine 40 metara.

## Vanjske poveznice
- Žičara Srđ službene web stranice